# Roteamento Interdomínio Sem Classes
O Roteamento Interdomínio Sem Classes (CIDR) é um método de alocação de endereços do Protocolo de Internet (IP) para roteamento do Protocolo de Internet (IP). A Força-Tarefa de Engenharia da Internet (IETF) introduziu o Roteamento Interdomínio Sem Classes (CIDR) em 1993 para substituir a arquitetura de endereçamento de rede com classes anterior na Internet. Seu objetivo era desacelerar o crescimento das tabelas de roteamento em roteadores na Internet e ajudar a retardar o rápido esgotamento dos endereços da versão 4 do Protocolo de Internet (IPv4).
Os endereços do Protocolo de Internet (IP) são descritos como compostos por dois grupos de bits: os bits mais significativos são o prefixo de rede, que identifica uma rede ou sub-rede inteira, e o conjunto menos significativo forma o identificador de host, que especifica uma interface específica de um host nessa rede. Essa divisão é usada como base para o roteamento de tráfego entre redes do Protocolo de Internet (IP) e para políticas de alocação de endereços.
Enquanto o design de rede com classes para a versão 4 do Protocolo de Internet (IPv4) dimensionava o prefixo de rede como um ou mais grupos de 8 bits, resultando em blocos de endereços de Classe A, B ou C, sob o roteamento entre domínios sem classes (CIDR) o espaço de endereçamento é alocado para provedores de serviços de Internet e usuários finais em qualquer limite de bits de endereço. Na versão 6 do Protocolo de Internet (IPv6), no entanto, o identificador de interface tem um tamanho fixo de 64 bits por convenção, e sub-redes menores nunca são alocadas aos usuários finais.
O Roteamento Interdomínio Sem Classes (CIDR) é baseado no mascaramento de sub-redes de comprimento variável (VLSM), no qual os prefixos de rede têm comprimento variável (diferentemente dos prefixos de comprimento fixo dos projetos de redes com classes anterior). O principal benefício disso é que ele concede um controle mais preciso dos tamanhos das sub-redes alocadas para as organizações, desacelerando assim o esgotamento dos endereços da versão 4 do Protocolo de Internet (IPv4) ao alocar sub-redes maiores do que o necessário. O roteamento entre domínios sem classes (CIDR) deu origem a uma nova forma de escrever os endereços do Protocolo de Internet (IP) conhecida como notação do roteamento entre domínios sem classes (CIDR), na qual os endereços Protocolo de Internet (IP) são seguidos por sufixos indicando o número de bits dos prefixos. Alguns exemplos da notação do roteamento entre domínios sem classes (CIDR) são os endereços 192.0.2.0/24 para a versão 4 do Protocolo de Internet (IPv4) e 2001:db8::/32 para a versão 6 do Protocolo de Internet (IPv6). Os blocos de endereços com prefixos contíguos podem ser agregados como super-redes, reduzindo o número de entradas nas tabelas de roteamento globais.

## Contexto
Cada endereço do Protocolo de Internet (IP) consiste em um prefixo de rede seguido por um identificador de host. Na arquitetura de rede com classes da versão 4 do Protocolo de Internet (IPv4), os três bits mais significativos do endereço do Protocolo de Internet (IP) de 32 bits definiam o tamanho do prefixo de rede para redes unicast e determinavam a classe de rede A, B ou C.
| Classe                    | Bits mais significativos | Tamanho dos bits dos prefixos de redes | Tamanho dos bits dos identificadores de hosts | Intervalo de endereços      |
| ------------------------- | ------------------------ | -------------------------------------- | --------------------------------------------- | --------------------------- |
| A                         | 0                        | 8                                      | 24                                            | 0.0.0.0 – 126.255.255.255   |
| Loopback                  | 0                        | 8                                      | 24                                            | 127.0.0.0 – 127.255.255.255 |
| B                         | 10                       | 16                                     | 16                                            | 128.0.0.0 – 191.255.255.255 |
| C                         | 110                      | 24                                     | 8                                             | 192.0.0.0 – 223.255.255.255 |
| D(multicast) E(reservado) | 1110 1111                | –                                      | –                                             | 224.0.0.0–255.255.255.255   |

A vantagem desse sistema é que o prefixo de rede pode ser determinado para qualquer endereço do Protocolo de Internet (IP) sem nenhuma informação adicional. A desvantagem é que as redes geralmente eram muito grandes ou muito pequenas para a maioria das organizações usarem, porque apenas três tamanhos estavam disponíveis. O menor bloco de alocação e roteamento continha 28 = 256 endereços, maior do que o necessário para redes pessoais ou departamentais, mas muito pequeno para a maioria das empresas. O próximo bloco maior continha 216 = 65.536 endereços, grande demais para ser usado eficientemente mesmo por grandes organizações. Mas para usuários de rede que precisavam de mais de 65.536 endereços, o único outro tamanho (224) fornecia muitos, mais de 16 milhões. Isso levou a ineficiências no uso de endereços, bem como ineficiências no roteamento, porque exigia um grande número de redes classe C alocadas com anúncios de rota individuais, sendo geograficamente dispersas com pouca oportunidade para agregação de rotas.
Uma década após a invenção do Sistema de Nomes de Domínios (DNS), o método de rede com classes foi considerado como não sendo escalável. Isso levou ao desenvolvimento de sub-redes e do Roteamento Interdomínio Sem Classes (CIDR). As distinções de classe, anteriormente significativas, baseadas nos bits de endereço mais significativos foram abandonadas e o novo sistema foi descrito como sem classes, em contraste com o sistema antigo, que ficou conhecido como com classes. Os protocolos de roteamento foram revisados para transportar não apenas endereços do Protocolo de Internet (IP), mas também suas máscaras de sub-rede. A implementação do Roteamento Interdomínio Sem Classes (CIDR) exigiu que cada host e roteador na Internet fosse reprogramado em pequenas etapas — um feito nada desprezível em um momento em que a Internet estava entrando em um período de rápido crescimento. Em 1993, a Força-Tarefa de Engenharia da Internet (IETF) publicou um novo conjunto de padrões, RFC 1518 e RFC 1519, para definir esse novo princípio para alocação de blocos de endereços do Protocolo de Internet (IP) e roteamento de pacotes da versão 4 do Protocolo de Internet (IPv4). Uma versão atualizada, RFC 4632, foi publicada em 2006.
Após um período de experimentação com diversas alternativas, o Roteamento Interdomínio Sem Classes (CIDR( foi baseado no mascaramento de sub-rede de comprimento variável (VLSM), que permite que cada rede seja dividida em sub-redes de vários tamanhos de potência de dois, para que cada sub-rede possa ser dimensionada adequadamente para as necessidades locais. Máscaras de sub-rede de comprimento variável (VLSMs) foram mencionadas como uma alternativa na RFC 950. Técnicas para agrupar endereços para operações comuns foram baseadas no conceito de endereçamento de cluster, proposto pela primeira vez por Carl-Herbert Rokitansky.

## Notação do CIDR
A notação do Roteamento Interdomínio Sem Classes (CIDR) é uma representação compacta de um endereço do Protocolo de Internet (IP) e sua máscara de rede associada. A notação foi inventada por Phil Karn na década de 1980. A notação do Roteamento Interdomínio Sem Classes (CIDR) especifica um endereço do Protocolo de Internet (IP), um caractere de barra ("/") e um número decimal. O número decimal é a contagem de bits 1 iniciais consecutivos (da esquerda para a direita) na máscara de rede. Cada bit 1 denota um bit do intervalo de endereços que deve permanecer idêntico ao endereço do Protocolo de Internet (IP) fornecido. O endereço do Protocolo de Internet (IP) na notação do Roteamento Interdomínio Sem Classes (CIDR) é sempre representado de acordo com os padrões para a versão 4 do Protocolo de Internet (IPv4) ou para a versão 6 do Protocolo de Internet (IPv6).
O endereço pode denotar um endereço de interface específico (incluindo um identificador de host, como 10.0.0.1/8), ou pode ser o endereço inicial de uma rede inteira (usando um identificador de host 0, como em 10.0.0.0/8 ou seu equivalente 10/8). A notação do Roteamento Interdomínio Sem Classes (CIDR) pode até ser usada sem nenhum endereço do Protocolo de Internet (IP), por exemplo, ao se referir a um /24 como uma descrição genérica de uma rede da versão 4 do Protocolo de Internet (IPv4) que possui um prefixo de 24 bits e números de host de 8 bits.
Por exemplo:
- 198.51.100.14/24 representa o endereço 198.51.100.14 da versão 4 do Protocolo de Internet (IPv4) e seu prefixo de rede associado 198.51.100.0, ou equivalentemente, sua máscara de sub-rede 255.255.255.0, que tem 24 bits 1 iniciais.
- o bloco 198.51.100.0/22 da versão 4 do Protocolo de Internet (IPv4) representa os 1.024 endereços de  198.51.100.0 a 198.51.103.255 da versão 4 do Protocolo de Internet (IPv4).
- o bloco 2001:db8::/48 da versão 6 do Protocolo de Internet (IPv6) representa o bloco de endereços de  2001:db8:0:0:0:0:0:0 a 2001:db8:0:ffff:ffff:ffff:ffff:ffff da versão 6 do Protocolo de Internet (IPv6).
- ::1/128 representa o endereço de retorno[e] da versão 6 do Protocolo de Internet (IPv6). Seu comprimento de prefixo é 128, que é o número de bits do endereço.

Na versão 4 do Protocolo de Internet (IPv4), a notação do Roteamento Interdomínio Sem Classes (CIDR) passou a ser amplamente utilizada somente após a implementação do método, que foi documentado usando a especificação de máscara de sub-rede decimal com pontos após a barra, por exemplo, 192.24.12.0/255.255.252.0. Descrever a largura do prefixo de rede como um único número (192.24.12.0/22) tornou-se mais fácil para os administradores de rede conceituarem e calcularem. Ela foi gradualmente incorporada em documentos de padrões posteriores e em interfaces de configuração de rede.
O número de endereços de uma rede pode ser calculado como 2 comprimento do endereço − comprimento do prefixo, onde o comprimento do endereço é 128 para a versão 6 do Protocolo de Internet (IPv6) e 32 para a versão 4 do Protocolo de Internet (IPv4). Por exemplo, na versão 4 do Protocolo de Internet (IPv4), o comprimento do prefixo /29 resulta em: 232 − 29 = 23 = 8 endereços.

## Máscaras de sub-redes
Uma máscara de sub-rede é uma máscara de bits que codifica o comprimento do prefixo associado a um endereço ou rede da versão 4 do Protocolo de interfaces (IPv4) em notação de quatro pontos: 32 bits, começando com um número de bits 1 igual ao comprimento do prefixo, terminando com bits 0, e codificado em formato decimal com pontos de quatro partes: 255.255.255.0. Uma máscara de sub-rede codifica as mesmas informações que um comprimento de prefixo, mas é anterior ao advento do Roteamento Interdomínio Sem Classes (CIDR). Na notação do Roteamento Interdomínio Sem Classes (CIDR), os bits de prefixo são sempre contíguos. Máscaras de sub-rede eram permitidas pela RFC 950 para especificar bits que não são contíguos até que a RFC 4632:seção 5.1 estabeleceu que a máscara deve ser deixada contígua. Dada essa restrição, uma máscara de sub-rede e a notação do Roteamento Interdomínio Sem Classes (CIDR) têm exatamente a mesma função.

## Blocos do CIDR
O Roteamento Interdomínio Sem Classes (CIDR) é principalmente um padrão bit a bit, baseado em prefixo, para a representação de endereços do Protocolo de Internet (IP) e suas propriedades de roteamento. Ele facilita o roteamento permitindo que blocos de endereços sejam agrupados em entradas únicas na tabela de roteamento. Esses grupos, comumente chamados de blocos do Roteamento Interdomínio Sem Classes (CIDR), compartilham uma sequência inicial de bits na representação binária de seus endereços do Protocolo de Internet (IP). Os blocos do Roteamento Interdomínio Sem Classes (CIDR) da versão 4 do Protocolo de Internet (IPv4) são identificados usando uma sintaxe semelhante à dos endereços da versão 4 do Protocolo de Internet (IPv4): um endereço decimal com pontos, seguido por uma barra e, em seguida, um número de 0 a 32, ou seja, a.b.c.d/n. A parte decimal com ponto é o endereço da versão 4 do Protocolo de Internet (IPv4). O número após a barra é o comprimento do prefixo, o número de bits iniciais compartilhados, contando a partir do bit mais significativo do endereço. Ao enfatizar apenas o tamanho de uma rede, a parte do endereço da notação geralmente é omitida. Portanto, um bloco /20 é um bloco do Roteamento Interdomínio Sem Classes (CIDR) com um prefixo que não está sendo especificado de 20 bits.
Um endereço do Protocolo de Internet (IP) faz parte de um bloco do Roteamento Interdomínio Sem Classes (CIDR) e é considerado correspondente ao prefixo do Roteamento Interdomínio Sem Classes (CIDR) se os n bits iniciais do endereço e o prefixo do Roteamento Interdomínio Sem Classes (CIDR) forem iguais. Um endereço da versão 4 do Protocolo de Internet (IPv4) tem 32 bits, portanto, um prefixo do Roteamento Interdomínio Sem Classes (CIDR) de n bits deixa 32 - n bits sem correspondência, o que significa que 232 bits correspondem a um determinado prefixo do Roteamento Interdomínio Sem Classes (CIDR) de n bits. Prefixos do Roteamento Interdomínio Sem Classes (CIDR) mais curtos correspondem a mais endereços, enquanto prefixos mais longos correspondem a menos. No caso de blocos do Roteamento Interdomínio Sem Classes (CIDR) sobrepostos, um endereço pode corresponder a vários prefixos do Roteamento Interdomínio Sem Classes (CIDR) de comprimentos diferentes.
O Roteamento Interdomínio Sem Classes (CIDR) também é usado para endereços da versão 6 do Protocolo de Internet (IPv6) e a semântica da sintaxe é idêntica. O comprimento do prefixo pode variar de 0 a 128, devido ao maior número de bits no endereço. No entanto, por convenção, uma sub-rede em redes de camada de Controle de acesso ao Meio (MAC) de broadcast sempre possui identificadores de host de 64 bits. Prefixos maiores (/127) são usados apenas em alguns links ponto a ponto entre roteadores, por motivos de segurança e políticas.

### Atribuição de blocos do CIDR
A Autoridade para Atribuição de Números da Internet (IANA) emite para registros regionais da Internet (RIRs) grandes blocos do Roteamento Interdomínio Sem Classes (CIDR) de prefixo curto. No entanto, um /8 (com mais de dezesseis milhões de endereços) é o maior bloco que a Autoridade para Atribuição de Números da Internet (IANA) alocará. Por exemplo, 62.0.0.0/8 é administrado pelo Centro Europeu de Coordenação de Redes do Protocolo de Internet (RIPE NCC), o registro regional da Internet (RIR) europeu. Os registros regionais da Internet (RIRs), cada um responsável por uma única área geográfica ampla, como Europa ou América do Norte, subdividem esses blocos e alocam sub-redes para registros locais da Internet (LIRs). Subdivisões semelhantes podem ser repetidas várias vezes em níveis mais baixos de delegação. As redes de usuários finais recebem sub-redes dimensionadas de acordo com sua necessidade projetada de curto prazo. Redes atendidas por um único Provedor de Serviços de Internet (ISP) são incentivadas pelas recomendações da Força-Tarefa de Engenharia da Internet (IETF) a obter espaços de endereços do Protocolo de Internet (IP) diretamente de seu Provedor de Serviços de Internet (ISP). Redes atendidas por vários Provedores de Serviços de Internet (ISPs), por outro lado, podem obter espaços de endereços independentes de provedores diretamente do Registro Regional da Internet (RIR) apropriado.
Por exemplo, no final da década de 1990, o endereço do Protocolo de Internet (IP) 208.130.29.33 (reatribuído posteriormente) era usado por www.freesoft.org. Uma análise desse endereço identificou três prefixos do Roteamento Interdomínio Sem Classes (CIDR). 208.128.0.0/11, um grande bloco do Roteamento Interdomínio Sem Classes (CIDR) contendo mais de 2 milhões de endereços, havia sido atribuído pelo Registro Americano para Números de Internet (ARIN) ( registro regional da Internet (RIR) norte-americano) à MCI. A Sistemas de Pesquisas em Automação (ARS), uma Revendedor de valor agregado (VAR) da Virgínia, alugou uma conexão de Internet da MCI e recebeu o bloco 208.130.28.0/22, capaz de endereçar pouco mais de 1.000 dispositivos. A Sistemas de Pesquisas em Automação (ARS) usava um bloco /24 para seus servidores de acesso público, dos quais 208.130.29.33 era um. Todos esses prefixos do Roteamento Interdomínio Sem Classes (CIDR) seriam usados, em diferentes locais da rede. Fora da rede da MCI, o prefixo 208.128.0.0/11 seria usado para direcionar o tráfego da MCI com destino não apenas a 208.130.29.33, mas também a qualquer um dos cerca de dois milhões de endereços do Protocolo de Internet (IP) com os mesmos 11 bits iniciais. Dentro da rede da MCI, 208.130.28.0/22 se tornaria visível, direcionando o tráfego para a linha alugada que atende a Sistemas de Pesquisas em Automação (ARS). Somente dentro da rede corporativa da Sistemas de Pesquisas em Automação (ARS) o prefixo 208.130.29.0/24 teria sido usado.

### Blocos do CIDR da IPv4
| Formato do endereço | Diferença em relação ao último endereço | Máscara         | Endereços     | Endereços | Relativo à classe A, B, C | Restrições em a, b, c e d (0..255, salvo indicação em contrário) | Uso típico                             |
| Formato do endereço | Diferença em relação ao último endereço | Máscara         | Decimal       | 2n        | Relativo à classe A, B, C | Restrições em a, b, c e d (0..255, salvo indicação em contrário) | Uso típico                             |
| ------------------- | --------------------------------------- | --------------- | ------------- | --------- | ------------------------- | ---------------------------------------------------------------- | -------------------------------------- |
| a.b.c.d/32          |                                         | 255.255.255.255 | 1             | 20        | 1⁄256 C                   |                                                                  | Rota de host                           |
| a.b.c.d/31          | +0.0.0.1                                | 255.255.255.254 | 2             | 21        | 1⁄128 C                   | d = 0 ... (2n) ... 254                                           | Links ponto a ponto (RFC 3021)         |
| a.b.c.d/30          | +0.0.0.3                                | 255.255.255.252 | 4             | 2         | 1⁄64 C                    | d = 0 ... (4n) ... 252                                           | Links ponto a ponto (rede de cola)     |
| a.b.c.d/29          | +0.0.0.7                                | 255.255.255.248 | 8             | 23        | 1⁄32 C                    | d = 0 ... (8n) ... 248                                           | Menor rede multi-host                  |
| a.b.c.d/28          | +0.0.0.15                               | 255.255.255.240 | 16            | 24        | 1⁄16 C                    | d = 0 ... (16n) ... 240                                          | LAN pequena                            |
| a.b.c.d/27          | +0.0.0.31                               | 255.255.255.224 | 32            | 25        | 1⁄8 C                     | d = 0 ... (32n) ... 224                                          | LAN pequena                            |
| a.b.c.d/26          | +0.0.0.63                               | 255.255.255.192 | 64            | 26        | 1⁄4 C                     | d = 0, 64, 128, 192                                              | LAN pequena                            |
| a.b.c.d/25          | +0.0.0.127                              | 255.255.255.128 | 128           | 27        | 1⁄2 C                     | d = 0, 128                                                       | LAN grande                             |
| a.b.c.0/24          | +0.0.0.255                              | 255.255.255.0   | 256           | 28        | 1 C                       |                                                                  | LAN grande                             |
| a.b.c.0/23          | +0.0.1.255                              | 255.255.254.0   | 512           | 29        | 2 C                       | c = 0 ... (2n) ... 254                                           |                                        |
| a.b.c.0/22          | +0.0.3.255                              | 255.255.252.0   | 1.024         | 210       | 4 C                       | c = 0 ... (4n) ... 252                                           | Empresas pequenas                      |
| a.b.c.0/21          | +0.0.7.255                              | 255.255.248.0   | 2.048         | 211       | 8 C                       | c = 0 ... (8n) ... 248                                           | ISP pequeno / empresa grande           |
| a.b.c.0/20          | +0.0.15.255                             | 255.255.240.0   | 4.096         | 212       | 16 C                      | c = 0 ... (16n) ... 240                                          | ISP pequeno / empresa grande           |
| a.b.c.0/19          | +0.0.31.255                             | 255.255.224.0   | 8.192         | 213       | 32 C                      | c = 0 ... (32n) ... 224                                          | ISP / empresa grande                   |
| a.b.c.0/18          | +0.0.63.255                             | 255.255.192.0   | 16.384        | 214       | 64 C                      | c = 0, 64, 128, 192                                              | ISP / empresa grande                   |
| a.b.c.0/17          | +0.0.127.255                            | 255.255.128.0   | 32.768        | 215       | 128 C                     | c = 0, 128                                                       | ISP / empresa grande                   |
| a.b.0.0/16          | +0.0.255.255                            | 255.255.0.0     | 65.536        | 216       | 256 C = B                 |                                                                  |                                        |
| a.b.0.0/15          | +0.1.255.255                            | 255.254.0.0     | 131.072       | 217       | 2 B                       | b = 0 ... (2n) ... 254                                           |                                        |
| a.b.0.0/14          | +0.3.255.255                            | 255.252.0.0     | 262.144       | 218       | 4 B                       | b = 0 ... (4n) ... 252                                           |                                        |
| a.b.0.0/13          | +0.7.255.255                            | 255.248.0.0     | 524.288       | 219       | 8 B                       | b = 0 ... (8n) ... 248                                           |                                        |
| a.b.0.0/12          | +0.15.255.255                           | 255.240.0.0     | 1.048.576     | 220       | 16 B                      | b = 0 ... (16n) ... 240                                          |                                        |
| a.b.0.0/11          | +0.31.255.255                           | 255.224.0.0     | 2.097.152     | 221       | 32 B                      | b = 0 ... (32n) ... 224                                          |                                        |
| a.b.0.0/10          | +0.63.255.255                           | 255.192.0.0     | 4.194.304     | 222       | 64 B                      | b = 0, 64, 128, 192                                              |                                        |
| a.b.0.0/9           | +0.127.255.255                          | 255.128.0.0     | 8.388.608     | 223       | 128 B                     | b = 0, 128                                                       |                                        |
| a.0.0.0/8           | +0.255.255.255                          | 255.0.0.0       | 16.777.216    | 224       | 256 B = A                 |                                                                  | Maior alocação de bloco da IANA        |
| a.0.0.0/7           | +1.255.255.255                          | 254.0.0.0       | 33.554.432    | 225       | 2 A                       | a = 0 ... (2n) ... 254                                           |                                        |
| a.0.0.0/6           | +3.255.255.255                          | 252.0.0.0       | 67.108.864    | 226       | 4 A                       | a = 0 ... (4n) ... 252                                           |                                        |
| a.0.0.0/5           | +7.255.255.255                          | 248.0.0.0       | 134.217.728   | 227       | 8 A                       | a = 0 ... (8n) ... 248                                           |                                        |
| a.0.0.0/4           | +15.255.255.255                         | 240.0.0.0       | 268.435.456   | 228       | 16 A                      | a = 0 ... (16n) ... 240                                          |                                        |
| a.0.0.0/3           | +31.255.255.255                         | 224.0.0.0       | 536.870.912   | 229       | 32 A                      | a = 0 ... (32n) ... 224                                          |                                        |
| a.0.0.0/2           | +63.255.255.255                         | 192.0.0.0       | 1.073.741.824 | 230       | 64 A                      | a = 0, 64, 128, 192                                              |                                        |
| a.0.0.0/1           | +127.255.255.255                        | 128.0.0.0       | 2.147.483.648 | 231       | 128 A                     | a = 0, 128                                                       |                                        |
| 0.0.0.0/0           | +255.255.255.255                        | 0.0.0.0         | 4.294.967.296 | 232       | 256 A                     |                                                                  | Internet da IPv4 inteira, rota padrão. |

Em sub-redes roteadas maiores que /31 ou /32, o número de endereços de host disponíveis geralmente é reduzido em dois, ou seja, o maior endereço, que é reservado como endereço de broadcast, e o menor endereço, que identifica a própria rede.
Nesse uso, uma rede /31, com um dígito binário no identificador de host, é inutilizável, pois tal sub-rede não forneceria endereços de host disponíveis após essa redução. A RFC 3021 cria uma exceção às regras "hospedar todos os uns" e "hospedar todos os zeros" para tornar as redes /31 utilizáveis para links ponto a ponto. Endereços /32 (rede de host único) devem ser acessados por regras de roteamento explícitas, pois não há endereço disponível para um gateway.

### Blocos do CIDR da IPv6
| Tamanho do prefixo    | Número de sub-redes equivalentes | Número de sub-redes equivalentes | Número de sub-redes equivalentes | Bits de ID de interface |
| Tamanho do prefixo    | /48                              | /56                              | /64                              | Bits de ID de interface |
| --------------------- | -------------------------------- | -------------------------------- | -------------------------------- | ----------------------- |
| /24                   | 16M                              | 4G                               | 1T                               | 104                     |
| /25                   | 8M                               | 2G                               | 512G                             | 103                     |
| /26                   | 4M                               | 1G                               | 256G                             | 102                     |
| /27                   | 2M                               | 512M                             | 128G                             | 101                     |
| /28                   | 1M                               | 256M                             | 64G                              | 100                     |
| /29                   | 512K                             | 128M                             | 32G                              | 99                      |
| /30                   | 256K                             | 64M                              | 16G                              | 98                      |
| /31                   | 128K                             | 32M                              | 8G                               | 97                      |
| /32                   | 64K                              | 16M                              | 4G                               | 96                      |
| /33                   | 32K                              | 8M                               | 2G                               | 95                      |
| /34                   | 16K                              | 4M                               | 1G                               | 94                      |
| /35                   | 8K                               | 2M                               | 512M                             | 93                      |
| /36                   | 4K                               | 1M                               | 256M                             | 92                      |
| /37                   | 2K                               | 512K                             | 128M                             | 91                      |
| /38                   | 1K                               | 256K                             | 64M                              | 90                      |
| /39                   | 512                              | 128K                             | 32M                              | 89                      |
| /40                   | 256                              | 64K                              | 16M                              | 88                      |
| /41                   | 128                              | 32K                              | 8M                               | 87                      |
| /42                   | 64                               | 16K                              | 4M                               | 86                      |
| /43                   | 32                               | 8K                               | 2M                               | 85                      |
| /44                   | 16                               | 4K                               | 1M                               | 84                      |
| /45                   | 8                                | 2K                               | 512K                             | 83                      |
| /46                   | 4                                | 1K                               | 256K                             | 82                      |
| /47                   | 2                                | 512                              | 128K                             | 81                      |
| /48                   | 1                                | 256                              | 64K                              | 80                      |
| /49                   |                                  | 128                              | 32K                              | 79                      |
| /50                   |                                  | 64                               | 16K                              | 78                      |
| /51                   |                                  | 32                               | 8K                               | 77                      |
| /52                   |                                  | 16                               | 4K                               | 76                      |
| /53                   |                                  | 8                                | 2K                               | 75                      |
| /54                   |                                  | 4                                | 1K                               | 74                      |
| /55                   |                                  | 2                                | 512                              | 73                      |
| /56                   |                                  | 1                                | 256                              | 72                      |
| /57                   |                                  |                                  | 128                              | 71                      |
| /58                   |                                  |                                  | 64                               | 70                      |
| /59                   |                                  |                                  | 32                               | 69                      |
| /60                   |                                  |                                  | 16                               | 68                      |
| /61                   |                                  |                                  | 8                                | 67                      |
| /62                   |                                  |                                  | 4                                | 66                      |
| /63                   |                                  |                                  | 2                                | 65                      |
| /64                   |                                  |                                  | 1                                | 64                      |
| K = 1.024             |                                  |                                  |                                  |                         |
| M = 1.048.576         |                                  |                                  |                                  |                         |
| G = 1.073.741.824     |                                  |                                  |                                  |                         |
| T = 1.099.511.627.776 |                                  |                                  |                                  |                         |

O grande tamanho de endereço da versão 6 do Protocolo de Internet (IPv6) permitiu a sumarização de rotas em todo o mundo e garantiu pools de endereços suficientes em cada site. O tamanho padrão de sub-rede para redes da versão 6 do Protocolo de Internet (IPv6) é um bloco /64, necessário para a operação da autoconfiguração de endereços sem estado. Inicialmente, a Força-Tarefa de Engenharia da Internet (IETF) recomendou, na RFC 3177, como prática recomendada, que todos os sites finais recebessem uma alocação de endereços /48, mas críticas e reavaliações das necessidades e práticas reais levaram a recomendações de alocação mais flexíveis na RFC 6177, sugerindo uma alocação significativamente menor para alguns sites, como um bloco /56 para redes residenciais.
Esta referência de sub-redes da versão 6 do Protocolo de Internet (IPv6) lista os tamanhos para sub-redes da versão 6 do Protocolo de Internet (IPv6). Diferentes tipos de links de rede podem exigir tamanhos de sub-rede diferentes. A máscara de sub-rede separa os bits do prefixo do identificador de rede dos bits do identificador de interface. Selecionar um tamanho de prefixo menor resulta em um número menor de redes cobertas, mas com mais endereços dentro de cada rede.
```
2001:0db8:0123:4567:89ab:cdef:1234:5678
|||| |||| |||| |||| |||| |||| |||| ||||
|||| |||| |||| |||| |||| |||| |||| |||128     Pontos finais únicos e 
retornos

|||| |||| |||| |||| |||| |||| |||| |||127   Links ponto a ponto (inter-roteador)
|||| |||| |||| |||| |||| |||| |||| ||124
|||| |||| |||| |||| |||| |||| |||| |120
|||| |||| |||| |||| |||| |||| |||| 116
|||| |||| |||| |||| |||| |||| |||112
|||| |||| |||| |||| |||| |||| ||108
|||| |||| |||| |||| |||| |||| |104
|||| |||| |||| |||| |||| |||| 100
|||| |||| |||| |||| |||| |||96
|||| |||| |||| |||| |||| ||92
|||| |||| |||| |||| |||| |88
|||| |||| |||| |||| |||| 84
|||| |||| |||| |||| |||80
|||| |||| |||| |||| ||76
|||| |||| |||| |||| |72
|||| |||| |||| |||| 68
|||| |||| |||| |||64   Rede de Área Local (LAN) única; tamanho de prefixo padrão para 
Configuração Automática de Endereço Sem estado
 (SLAAC)
|||| |||| |||| ||60   Algumas implantações da 
6rd (muito limitadas) (/60 = 16 blocos /64)
|||| |||| |||| |56   Atribuição mínima para sites finais;
[
19
]
 por exemplo, 
rede doméstica
 (bloco /56 = 256 blocos /64)
|||| |||| |||| 52   bloco /52 = 4.096 blocos /64
|||| |||| |||48   Atribuição típica para sites maiores (/48 = 65.536 blocos /64)
|||| |||| ||44
|||| |||| |40
|||| |||| 36   possíveis futuras alocações extrapequenas de 
registro de Internet local
 (LIR)
|||| |||32   Alocações mínimas de registro de Internet local (LIR)
|||| ||28   Alocações médias de registro de Internet local (LIR)
|||| |24   Alocações grandes de registro de Internet local (LIR)
|||| 20   Alocações extra grandes de registro de Internet local (LIR)
|||16
||12   Atribuições de 
Registro da Internet Regional
 (RIR) a partir da Autoridade para Atribuição de Números da Internet (IANA)
[
22
]

|8
4
```

## Interpretação numérica
Topologicamente, o conjunto de sub-redes descrito pelo Roteamento Interdomínio Sem Classes (CIDR) representa uma cobertura do espaço de endereço correspondente. O intervalo descrito pela notação {\displaystyle X/n} corresponde numericamente a endereços da forma (para a versão 4 do Protocolo de Internet (IPv4)) {\displaystyle [x\cdot 2^{32-n},x\cdot 2^{32-n}+2^{32-n}-1]}, onde {\displaystyle X=x\cdot 2^{32-n}} tem os {\displaystyle n} bits inferiores definidos como 0. (Para a versão 6 do Protocolo de Internet (IPv6), substitua por 128.) Para um {\displaystyle n} fixo, o conjunto de todas as sub-redes {\displaystyle X/n} constitui uma partição, que é uma cobertura de conjuntos que não são sobrepostos. Aumentar {\displaystyle n} produz subpartições cada vez mais precisas. Assim, duas sub-redes {\displaystyle X/n} e {\displaystyle Y/m} são disjuntas ou uma é uma sub-rede da outra.

## Agregação de prefixo
O Roteamento Interdomínio Sem Classes (CIDR) fornece agregação de prefixos de roteamento refinada. Por exemplo, se os primeiros 20 bits dos prefixos de rede corresponderem, dezesseis redes /24 contíguas podem ser agregadas e anunciadas para uma rede maior como uma única entrada /20 na tabela de roteamento. Isso reduz o número de rotas que precisam ser anunciadas.